# Chirokitía (village)
Chirokitía (grec moderne : Χοιροκοιτία) est un village de Chypre de plus de 632 habitants, situé non loin du site archéologique de Choirokoitia, inscrit au patrimoine mondial de l'UNESCO.